# Inkomensvervangende tegemoetkoming
Inkomensvervangende tegemoetkoming (IVT), in België, is een vervangingsinkomen voor personen met een handicap die niet (meer) in staat zijn, door hun handicap, meer dan een derde te verdienen van wat een gezond persoon, door uitoefening van een beroep, op de algemene arbeidsmarkt kan verdienen.

## Doelgroep
Personen die jonger zijn dan 65 jaar, een erkende handicap en een beperkt inkomen kunnen bewijzen. Is deze persoon ouder dan 65 jaar, en is het inkomen eveneens beperkt, dan kan deze persoon een aanvraag indienen voor een tegemoetkoming hulp aan bejaarden (THAB)

## Handicap
Een arts die erkend is door de federale overheidsdienst sociale zekerheid oordeelt of er sprake is van een vermindering van de zelfredzaamheid van ten minste 66%. Daartoe wordt gekeken naar
- beperkingen in de verplaatsing
- beperkingen om voeding te nuttigen of te bereiden
- beperkingen om voor de persoonlijke hygiëne in te staan en zich te kleden
- beperkingen om de woning te onderhouden en huishoudelijk werk te verrichten
- beperkingen om te leven zonder toezicht, bewustzijn van gevaar en vermijden van gevaar
- beperkingen in de communicatie en het sociaal contact

Afhankelijk van de specifieke handicap en situatie, oordeelt de geneesheer van welke graad de beperking is, gaande van 'geen moeilijkheden, geen bijzondere inspanning of geen bijzondere hulpmiddelen' (1) naar 'onmogelijk, zonder hulp van derden, zonder opvang in een aparte voorziening of onmogelijk zonder volledig aangepaste omgeving' (3).
Naargelang dit oordeel wordt bepaald tot welke categorie van uitkering de persoon met een handicap toegang heeft.

## Inkomsten
De inkomsten van het tweede jaar voorafgaand aan het jaar van de aanvraag worden als referentiejaar beschouwd voor de berekening van de tegemoetkoming.
Wanneer de inkomsten van het eerste jaar voorafgaand aan het jaar van de aanvraag 10% lager liggen, houdt men rekening met deze inkomsten. Vroeger was er sprake van 20% verschil.
Wanneer er sprake is van scheiding zijn de gevolgen onmiddellijk van toepassing op de berekening van de tegemoetkoming. Vroeger was er een periode van 1 jaar tussen.
Wat de inkomsten betreft, zijn er een hele reeks vrijstellingen, die af en toe wijzigen, en best te raadplegen zijn op de website of bij de diensten van de federale overheidsdienst sociale zekerheid.